# بوغوروديتسك
بوغوروديتسك (بالروسية: Богородицк) هي إحدى مدن روسيا في الكيان الفدرالي الروسي تولا أوبلاست.

## توأمة
لبوغوروديتسك اتفاقيات توأمة مع كل من:
- Rezzato [الإنجليزية]‏
- لوتشينيتس

## أعلام
- ميخائيل لوفاشوف